# Macropora bullata
Macropora bullata är en mossdjursart som beskrevs av Gordon och Taylor 2008. Macropora bullata ingår i släktet Macropora och familjen Macroporidae. Inga underarter finns listade i Catalogue of Life.